# Contea di Graham (Kansas)
La contea di Graham in inglese Graham County è una contea dello Stato del Kansas, negli Stati Uniti. La popolazione al censimento del 2000 era di 2 946 abitanti. Il capoluogo di contea è Hill City